# Otohiko Kaga

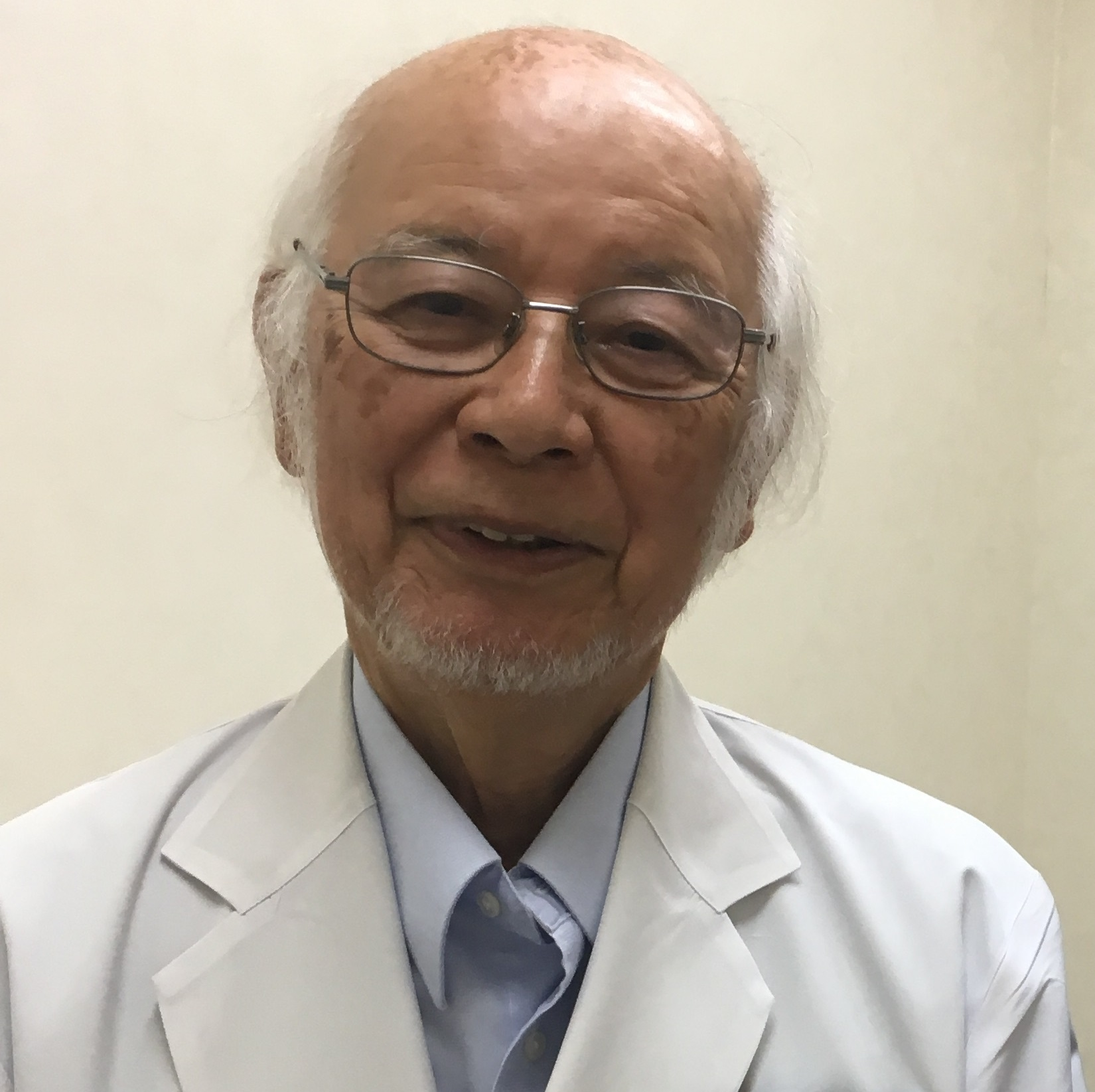
Otohiko Kaga, 2017

Otohiko Kaga (japanisch 加賀 乙彦, Kaga Otohiko; * 22. April 1929 in Tokio; † 12. Januar 2023) war ein japanischer Schriftsteller und Hochschullehrer.

## Leben und Werk
Kaga studierte Psychologie und Kriminologie an der Universität Tokio. Er arbeitete einige Zeit im Krankenhaus und im Gefängnis und studierte dann von 1957 bis 1960 Psychiatrie in Paris. 1960 kehrte er nach Japan zurück, wo er von 1965 bis 1969 Professor an der Medizinischen und zahnmedizinischen Universität Tokio war. Danach hatte er bis 1979 eine Professur an der Sophia-Universität inne.
Ab den 1960er Jahren war Kaga als Schriftsteller aktiv, ab 1979 lebte er als freischaffender Schriftsteller. 1973 erhielt er für Kaerazaru natsu („Die Hand des Riesen“) den Tanizaki-Jun’ichirō-Preis. 1979 wurde er für Senkoku mit dem Großen Preis für japanische Literatur ausgezeichnet. 1982 erschien der historische Roman Ikari no nai fune. Den Osaragi-Jirō-Preis erhielt er 1986 für Jitsugen.
Nach seinem Übertritt zum Katholizismus 1987 verfasste Kaga den Roman Takayama Ukon (1999), der unter dem Titel „Kreuz und Schwert“ 2006 in deutscher Sprache erschien. 2011 wurde er als Person mit besonderen kulturellen Verdiensten (Bunka Kōrōsha) ausgezeichnet.

## Werke (Auswahl)
- Die Hand des Riesen. DVA 1979. ISBN 978-3-421-01763-5
- Kreuz und Schwert. be.bra 2006. ISBN 978-3-86124-900-9